# Врхе
Врхе (словен. Vrhe) — поселення в общині Ново Место, регіон Південно-Східна Словенія, Словенія. Висота над рівнем моря: 435,4 м.